# Philippe Robert (critique musical)
Pour les articles homonymes, voir Philippe Robert et Robert.
Philippe Robert, né le 26 août 1958 à Paris, est un critique musical français, et occasionnellement un producteur de disques,,,.

## Biographie
Après la création du fanzine Numéro Zéro en 1994, Philippe Robert collabore en tant que journaliste à de nombreux titres de la presse musicale écrite, dont Les Inrockuptibles, Guitare & Claviers, Batteur Magazine, Mouvement, Octopus, Revue & Corrigée, Vibrations et Jazz Magazine. Parallèlement, à partir de 2006, paraissent sous son nom plus d'une quinzaine d'essais sur le rock, le folk, les musiques expérimentales, le jazz et la musique noire, principalement chez Le Mot et le Reste, Éditions du Camion Blanc et Lenka lente,,,,.
Le premier, Rock, Pop, un itinéraire bis en 140 albums essentiels, est un succès réédité à deux reprises,,. Christophe Conte, dans Les Inrockuptibles, y voit « un panorama érudit et toujours passionnant qui, au lieu d'aligner les mêmes « sempiternels » indispensables, fait l'effort de fouiller dans les marges. » L'écrivain Guy Darol en dit : « Le matador Philippe Manœuvre et sa Discothèque idéale/101 disques qui ont changé le monde, mettons que c’est la lumière. Philippe Robert, discret chroniqueur savant dont la signature dans Jazz Magazine, Mouvement ou encore Vibrations est toujours porteuse de bonnes nouvelles, on va dire que c’est l’ombre. Le rock-critic de l’ombre. Celui qui se baisse et fouille pour arracher une rareté qui ne changera peut-être pas la face souvent hideuse du monde, seulement un peu de notre vie. Qu’il est bon, qu’il est bon ce livre croustilleux ! On y retrouve des traces perdues, des noms tombés du bout de notre langue. Des oubliés, des dédaignés pour parler à la manière de Charles Monselet. Surtout, on risque de s’instruire. Ce qui n’est pas offert tous les jours en ces temps où les informateurs s’arrangent entre eux pour livrer la même martingale. » Quant à Gilles Tordjman, il le décrit comme « une autre histoire du rock, celle des chemins de traverse. » Quoique subjective, une liste du site spécialisé Fake For Real sélectionne une poignée d'ouvrages en rapport avec le rock à lire absolument : aux côtés de Rip It Up and Start Again et Retromania de Simon Reynolds, de England's Dreaming de Jon Savage et Country de Nick Tosches, figure Rock, Pop, un itinéraire bis.
Préfacé par Noël Akchoté, le deuxième, Musiques expérimentales, une anthologie transversale (2007), parcourt la musique du XXe et le début du XXIe siècle, « des futuristes des années 1910 aux réductionnistes à l’amorce des années 2000 » renseigne la quatrième de couverture. Dans Les Inrockuptibles, Richard Robert écrit : « Bien plus qu’un hommage romantique aux marges, cette galerie de portraits, où l’on croise notamment Pierre Schaeffer, Moondog ou John Zorn, est l’œuvre d’un passeur qui défend le devoir de curiosité comme un élément fondateur du goût. » Sous une couverture différente due à Keith Rowe, et éditée par NTT Publishing, une version japonaise de cet ouvrage est augmentée d'une postface du musicien Otomo Yoshihide.
Préfacé par Florent Mazzoleni, le troisième, Great Black Music, un parcours en 110 albums essentiels (2008), s'attache aux musiques noires dans leur diversité : blues, rhythm'n'blues, soul music, funk, jazz, reggae, afro beat, rap, etc. Philippe Delvosalle y voit un complément idéal à deux ouvrages essentiels, Le Peuple du blues de LeRoi Jones, alias Amiri Baraka, et Free Jazz, Black Power de Philippe Carles et Jean-Louis Comolli,. Cité par Première parmi « les 12 meilleurs livres jamais publiés sur la musique », au milieu d'une liste énumérant notamment des ouvrages de Julian Cope, Yves Adrien, David Toop, Peter Guralnick ou Peter Shapiro.
Suit une collaboration en deux volumes consacrés au hard rock, au rock psychédélique lourd et au metal sous ses multiples formes, en compagnie du journaliste de Rock & Folk Jean-Sylvain Cabot : Hard'n'Heavy, Sonic Attack 1966-1978 (2009) et Hard'n'Heavy, Zero Tolerance For Silence 1978-2010 (2010),,,. Puis deux livres encore chez le même éditeur, Le Mot et le Reste : Post-Punk, No Wave, Indus & Noise, chronologie et chassés-croisés (2010) et Folk & Renouveau, une balade anglo-saxonne (2011), ce dernier en collaboration avec Bruno Meillier, entre autres connu pour avoir été à un moment donné saxophoniste du groupe Etron Fou Leloublan. « Étude, analyse et spicilège » pour le premier, selon Arnaud Bordes dans La Cause littéraire. « Imposante et magistrale recomposition d'un paysage exclusivement anglophone » pour le deuxième, selon Fabrice Vanoverberg dans Le Son du Grisli.
En duo avec Guillaume Belhomme, Philippe Robert publie en 2012 un ouvrage où sont commentés des disques de free jazz rares et en vinyle essentiellement : Free Fight, This Is Our (New) Thing, Éditions Camion Blanc. Avant de réaliser, en 2017-2018, pour le compte de Lenka lente, maison d'édition créée par Guillaume Belhomme, trois anthologies de témoignages et de chroniques autour de l'underground français intitulés Agitation FrIte, Agitation FrIIte (deux I pour le deuxième volume) et Agitation FrIIIte (trois I pour le troisième volume),,,,. Soit, pour Alex Dutilh, « un panorama saisissant, au gré de conversations inédites, sinon publiées jadis dans Vibrations Octopus, Revue & Corrigée,. » Plus de 80 entretiens entrepris par l'auteur entre 1995 et 2018 avec, notamment : Christian Vander (Magma), Pierre Barouh (Saravah), Michel Bulteau (Mahogany Brain), Albert Marcoeur,  Gérard Terronès (Futura Records), Gilbert Artman (Urban Sax), Jean-Jacques Birgé (Un Drame Musical Instantané), Pierre Bastien (Nu Creative Methods), Ferdinand Richard (Etron Fou Leloublan), Emmanuelle Parrenin, Joëlle Léandre, Richard Pinhas (Heldon), Christian Rollet (Workshop de Lyon), Dominique Répécaud (Soixante Étages), Denis Tagu (Toupidek Limonade), Dominique Grimaud (Vidéo-Aventures), Yann Gourdon (France), François Billard (Barricade), Jac Berrocal (Catalogue), Pascal Comelade, Arnaud Labelle-Rojoux, Jérôme Noetinger, Romain Slocombe, Romain Perrot (Vomir), Marc Hurtado (Étant Donnés), Henri-Jean Enu (Fille qui mousse, Le Parapluie), Gilles Yéprémian (Manifeste de Libération de la Rock-Music), Lionel Fernandez (Sister Iodine), François Tusques, Delphine Dora, Jean-Baptiste Favory; artistes pour la plupart présents dans la Nurse with Wound list. Inspiré par cette dernière, il rédige Free Jazz Manifesto, ouvrage bilingue français / anglais réalisé en 2021 en compagnie des frères Maurizio et Roberto Opalio de la formation italienne My Cat Is An Alien. La même année sort Musiques, traverses & horizons, exploration transversale de la plupart des courants musicaux du vingtième siècle (et au-delà) en quatre cents disques, ouvrage présenté par l'éditeur comme un travail de synthèse et une anthologie totale. Dans Télérama, François Gorin en dit : « On y croise des classiques et des obscurs, avec principalement deux lignes de force, l’une bruitiste (avant-gardiste ou industrielle), l’autre folk (tirant parfois sur le jazz). Loin des grosses machines, on chemine ici dans la marge au sens large. »
En 2022-2023, dans une conversation au long cours ayant pour sujet la guitare, ou plutôt toutes les guitares quel que soit le style, Philippe Robert et Noël Akchoté passent au crible l’histoire de l’instrument et de sa pratique, du luth Renaissance à la 12 cordes, de la Stratocaster à la guitare de table environnée d’ustensiles et d’effets, du blues à l’improvisation libre, de Charlie Christian à Derek Bailey en passant par Jim Hall, John Fahey, Masayuki Takayanagi ou Robert Quine (entre autres). En résulte l’ouvrage Guitare, conversation.
Par ailleurs, Philippe Robert a participé à de nombreux ouvrages collectifs, que ce soit sous la direction de Jérôme Plasseraud (Guitare, 160 portraits de légende, 2005), Franck Médioni (Albert Ayler, témoignages sur un Holy Ghost, 2010), Camille Saint-Jacques et Éric Suchère (Principe de légèreté, 2011). Ou bien, pour Les Presses du réel : L'Art contemporain et la Côte d'Azur, un territoire pour l'expérimentation, 1951-2011 (2011) et Le Temps de l'écoute (2013). Il rédige aussi des notes de pochette, pour Lee Ranaldo et L'Orchestre Inharmonique de Nice par exemple, ou My Cat Is An Alien, Thurston Moore et Heldon (coffret rétrospectif 1976-1979 chez SouffleContinu Records),. Il est membre du comité de lecture de Tacet, revue de recherche consacrée aux arts sonores éditée par la Haute école des arts du Rhin et Les Presses du réel.
Enfin, il a coproduit trois albums de musique avec Jean-Marc Montera en compagnie de deux des membres de Sonic Youth, à savoir Lee Ranaldo et Thurston Moore, et aussi, sur deux d'entre eux, Loren Mazzacane Connors : soit MMMR, A Possible Dawn et une face du disque Les Anges du péché pour le compte de son propre label Numéro Zéro Audio et des maisons de disques Table of the Elements (Xeric), Hathut Records (hatNOIR) et Dysmusie,. Il est par ailleurs le créateur du blog Merzbo-Derek, consacré aux marges de la création tous azimuts (musique, cinéma, littérature, arts plastiques). Avec Joëlle Vinciarelli, des groupes Talweg et La Morte Young, il s'occupe également du label Up Against The Wall, Motherfuckers!. En qualité de musicien, il joue sur les albums de Magic Band Of Gypsys (en compagnie de Henri Roger) et The Strange Strings Ensemble (en compagnie des frères Maurizio et Roberto Opalio de My Cat Is An Alien et en hommage à Sun Ra).

## Essais
- Rock, pop, un itinéraire bis, préfacé par Gilles Tordjman, Le Mot et le Reste, 2006
- Musiques expérimentales, une anthologie transversale d'enregistrements emblématiques, préfacé par Noël Akchoté, Le Mot et le Reste, 2007
- Great Black Music, un parcours en 110 albums essentiels, préfacé par Florent Mazzoleni, Le Mot et le Reste, 2008
- Hard'n'Heavy, 1966-1978, Sonic Attack, avec Jean-Sylvain Cabot, Le Mot et le Reste, 2009
- Hard'n'Heavy, 1978-2010, Zero Tolerance For Silence, avec Jean-Sylvain Cabot, Le Mot et le Reste, 2010
- Post-Punk, No Wave, Indus & Noise, chronologie et chassés-croisés, Le Mot et le Reste, 2010
- Folk & Renouveau, une balade anglo-saxonne, avec Bruno Meillier, Le Mot et le Reste, 2011
- Free Fight, This Is Our (New) Thing, avec Guillaume Belhomme, Éditions du Camion blanc, 2012
- Agitation FrIte, témoignages de l'underground français, préfacé par Guillaume Belhomme, Lenka lente, 2017
- Agitation FrIIte, témoignages de l'underground français, préfacé par Guillaume Belhomme, Lenka lente, 2018
- Agitation FrIIIte, témoignages et chroniques de l'underground français, préfacé par Guillaume Belhomme, Lenka lente, 2018
- Free Jazz Manifesto, avec My Cat Is An Alien, Lenka lente, 2021
- Musiques, traverses & horizons, Le Mot et le Reste, 2021
- Guitare, conversation, avec Noël Akchoté, Lenka lente, 2023

Participation à des ouvrages collectifs :
- Guitare, 160 portraits de légende, sous la direction de Jérôme Plasseraud, Éditions du Layeur, 2005
- Albert Ayler : témoignages sur un Holy Ghost, sous la direction de Franck Médioni, Le Mot et le Reste, 2010
- L’Art contemporain et la Côte d’Azur, un territoire pour l’expérimentation 1951-2011, Les Presses du réel, 2011
- Le Temps de l’écoute, pratiques sonores et musicales sur le Côte d’Azur des années 1950 à nos jours, The Bells Angels, Villa Arson, 2011
- Principe de légèreté, Raoul de Keyser & pratiques contemporaines, sous la direction de Camille Saint-Jacques et Éric Suchère, Lienart collection beautés, 2011
- My Cat Is An Alien, The Other Sound Of Art, sous la direction de Marco Contini, Edizioni Kappabit, 2017
- Le Son du grisli, sous la direction de Guillaume Belhomme, Lenka lente, 2022
- Bloc Thyristors, 2008-2021, panorama d'une utopie discographique, Bloc Thyristors Vinyles, Trace Label, 2022

## Discographie
En qualité de coproducteur, pour le label Numéro Zéro Audio :
- Loren Mazzacane Connors, Jean-Marc Montera, Thurston Moore, Lee Ranaldo, MMMR, Table of the Elements (Xeric)/Numéro Zéro Audio, 1997
- Loren Mazzacane Connors, A Possible Dawn, Hathut Records (hatNOIR)/Numéro Zéro Audio, 1998
- Jean-Marc Montera, Thurston Moore, Lee Ranaldo, « In Memory Of Martin Stumpf » in Les Anges du péché, Dysmusie/Numéro Zéro Audio, 2011

En qualité de coproducteur (et parfois concepteur de la pochette), pour le label Up Against The Wall, Motherfuckers! :
- Substance mort, Talweg, 2011
- Hate Supreme, Talweg, 2012
- Nos doubles errent dans la nuit duelle, Talweg, 2012
- La Morte Young, La Morte Young, en collaboration avec Dysmusie, 2013
- Split LP, La Morte Young, Drone Electric Lust, en collaboration avec Dysmusie, Doubtful Sounds et Pica Disk, 2015
- > Eternal Beyond >, My Cat Is An Alien & Joëlle Vinciarelli, en collaboration avec Opax, 2016
- Est un chemin loin en sombre, Talweg, 2017
- Au crible du crier s'épellent les arbres morts, Talweg, 2018
- > Eternal Beyond II >, My Cat Is An Alien & Joëlle Vinciarelli, en collaboration avec Opax, 2020
- ROUF-À-LA-ROUFFARDE, Talweg, DS ex, 2020
- > Eternal Beyond III >, My Cat Is An Alien & Joëlle Vinciarelli, en collaboration avec Opax, 2021
- One For Ra, The Strange Strings Ensemble, en collaboration avec Opax, 2021
- Des tourments si grands, Talweg, 2022
- Podkayne, fille de Mars, Podkayne, fille de Mars, 2023
- Les Français sont les ennemis du Pacifique, Thierry Monnier & Bruce Russell, en collaboration avec Doubtful Sounds et Dysmusie, 2021
- Animal Vacarme, Animal Vacarme, 2021

En qualité de musicien :
- Play The Piano Drunk Like A Percussion Instrument Until The Fingers Began To Bleed A Bit, Magic Band Of Gypsys, 2020
- One For Ra, The Strange Strings Ensemble, 2021
- Orphéon des cîmes, Animal Vacarme, 2023

Notes de pochette :
- Loren MazzaCane Connors, A Possible Dawn, hatNOIR, 1998
- Jean-Marc Montera / Thurston Moore / Lee Ranaldo, Les Anges du péché, Dysmusie, 2011
- Lee Ranaldo, Lee Ranaldo conduit L'Orchestre Inharmonique de Nice, Les Disques en rotin réunis, Gasp éditions, 2015
- My Cat Is An Alien & Joëlle Vinciarelli, > Eternal Beyond >, Opax, Up Against The Wall, Motherfuckers!, Arsenic Solaris, 2016
- My Cat Is An Alien & Jean-Marc Montera, Union Of The Supreme Light, Starlight Furniture Co., 2017
- Heldon, 1976-1979, Souffle Continu Records, 2017
- Jean-Marc Montera / Xavier Boussiron, L'Orchestre Inharmonique de Nice joue John Cage + Tony Conrad & Faust, Les Disques en rotin réunis, 2018
- The Nihilist Spasm Band, Concert 16-03-2017 Villa Arson, Les Disques en rotin réunis, 2021
- Various Artists (Workshop de Lyon, Jef Gilson, Sylvain Kassap, etc.), Spirit Of France, Spiritmuse Records, 2022
- Michel Henritzi, Michael Morley, Mirrors, L'Eau des fleurs, 2023
- Los Lichis, Eerie Breedings, L'Eau des fleurs, 2023
- Turner Williams Jr., Ensoleillée, Les Disques Omnison, 2023